# 庄口镇
庄口镇，是中华人民共和国江西省赣州市会昌县下辖的一个乡镇级行政单位。

## 行政区划
庄口镇下辖以下地区：
庄口社区、洛口村、白沙村、禾坑村、上芦村、下芦村、大陂村、黄沙村、大排村、龙化村、小坝村、黄雷村和黄冠村。